# Johan Galtung

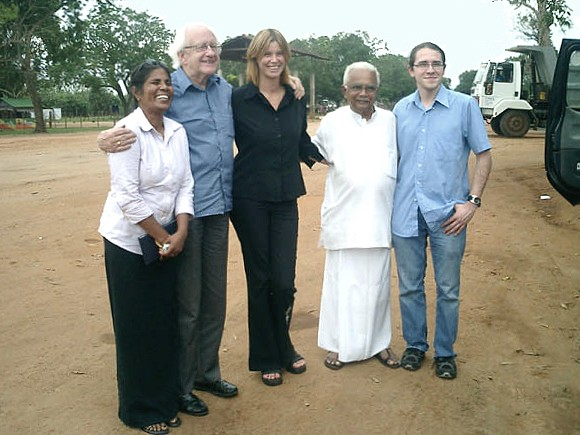
Johan Galtung, druhý zleva, a přátelé v Kilinochchi

Johan Galtung (24. října 1930, Oslo, Norsko – 17. února 2024, Oslo) byl norský politolog, sociolog a matematik, profesor Institutu Transcend, jehož je spoluzakladatelem. Pro něj také, spolu s ostatními, vyvinul metodu Transcend „nenásilné transformace konfliktů k míru a rozvoji“.

## Život a dílo
Je považován za průkopníka výzkumu míru a konfliktů a metod nenásilných řešení konfliktů. V roce 1959 založil také Mezinárodní institut výzkumu míru (International Peace Research Institute, PRIO) v Oslu, první svého druhu v Evropě (poznámka: fundovaný výzkum míru a konfliktů přišel z USA), a stal se jeho vedoucím výzkumu, v roce 1970 ředitelem. V roce 1964 založil Časopis výzkumu míru (Journal of Peace Research). V roce 2000 založil Severský institut pro mírový výzkum (Nordic Institute for Peace Research, NIFF).
V letech 1969 až 1977 byl prvním profesorem pro výzkum míru a konfliktů ve Skandinávii, na Univerzitě v Oslo. Dále byl profesorem řady univerzit, mezi nimi v Santiagu de Chile, na Univerzitě OSN v Ženevě, na Princetonské a Havajské univerzitě v USA, mimo dalších pověření v řadě akademických institucí.
Byl také důvěrníkem několika mezinárodních rad pro výzkum a poradcem několika mezinárodních organizací, včetně OSN.
Vedle svých knih publikoval řadu empirických, teoretických ale i populárních článků k problémům výzkumu míru a konfliktů. Na mezinárodních kongresech, jako i v práci s veřejností, se věnoval hledání nových, interdisciplinárních řešení.
Poukazoval na rozhodující roli solidních a kompetentních medií v nenásilné transformaci konfliktů k rozvoji společnosti a hospodářství.

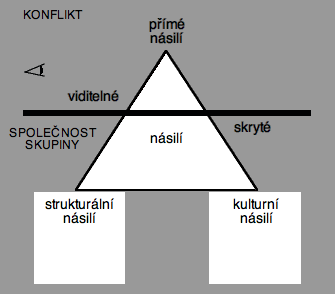
Pyramida násilí: v konfliktech očividné přímé násilí je založeno na skrytém strukturálním a kulturním násilí.

Galtung je spojován s koncepty, které vyvinul nebo zavedl, zejména:
- strukturální násilí – systém opatření, kterými ten který režim omezuje rozvoj individuí jím ovládaných a jemu podřízených subjektů, a zabraňuje, aby dosáhly svých plných možností. Součástí takových represivních systémů jsou např. podpora nebo využívání rasismu, sexismu, xenofobie a jiných forem dělení a ovládání společnosti.
- negativní a pozitivní mír – koncept vycházející z poznání, že mír může být více než negativní mír, tedy pouhá absence násilného konfliktu a ukazuje na řadu (možných) vztahů ve společnosti, mezi státy a skupinami zúčastněných v konfliktech, a popisuje instrumenty, které umožňují je posílit tak, aby tyto vztahy přispěly k lepší spolupráci a vzájemné podpoře pozitivního míru.

Účastnil se veřejných debat, i na vysoké úrovni, které i pořádal (o možnostech nenásilných řešení konfliktů bránících míru nebo rozvoji méně vyvinutých zemí a společností; o otázkách zbrojení a obrany; o Norsku a Evropské unii).
Byl také mediátorem mezinárodních konfliktů v téměř padesáti konfliktech ve světě – jako například na Srí Lance, v Afghánistánu, na Kavkaze, v Ekvádoru.
Je nositelem řady mezinárodních cen a ocenění, včetně v roce 1987 obdržené Ceny za správný život (RLA), udělované ve švédském parlamentu den před Nobelovou cenou (cena je spíše známá jako „alternativní Nobelova cena“).